# St. Matthäus (Lindenau)

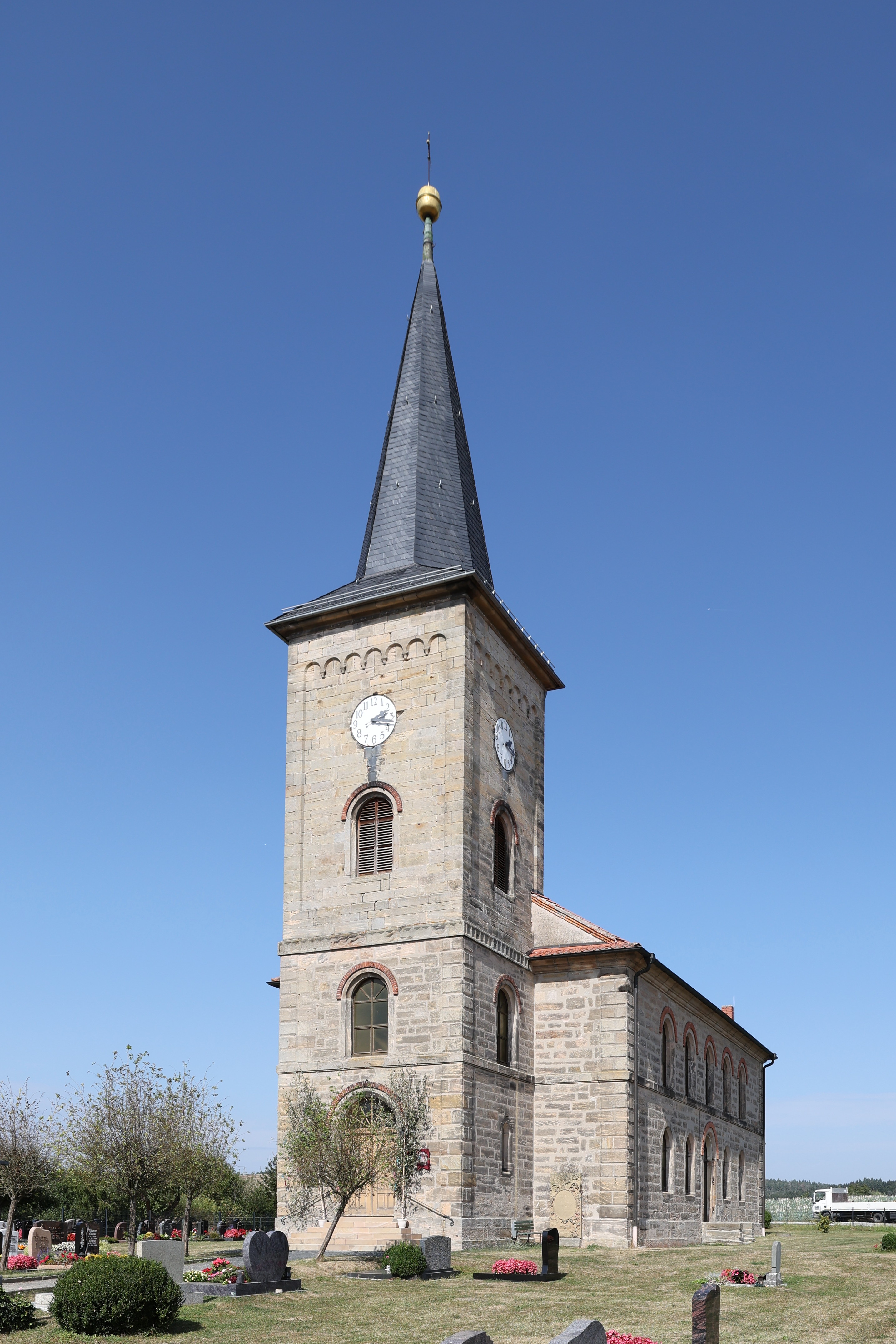
St. Matthäus in Lindenau

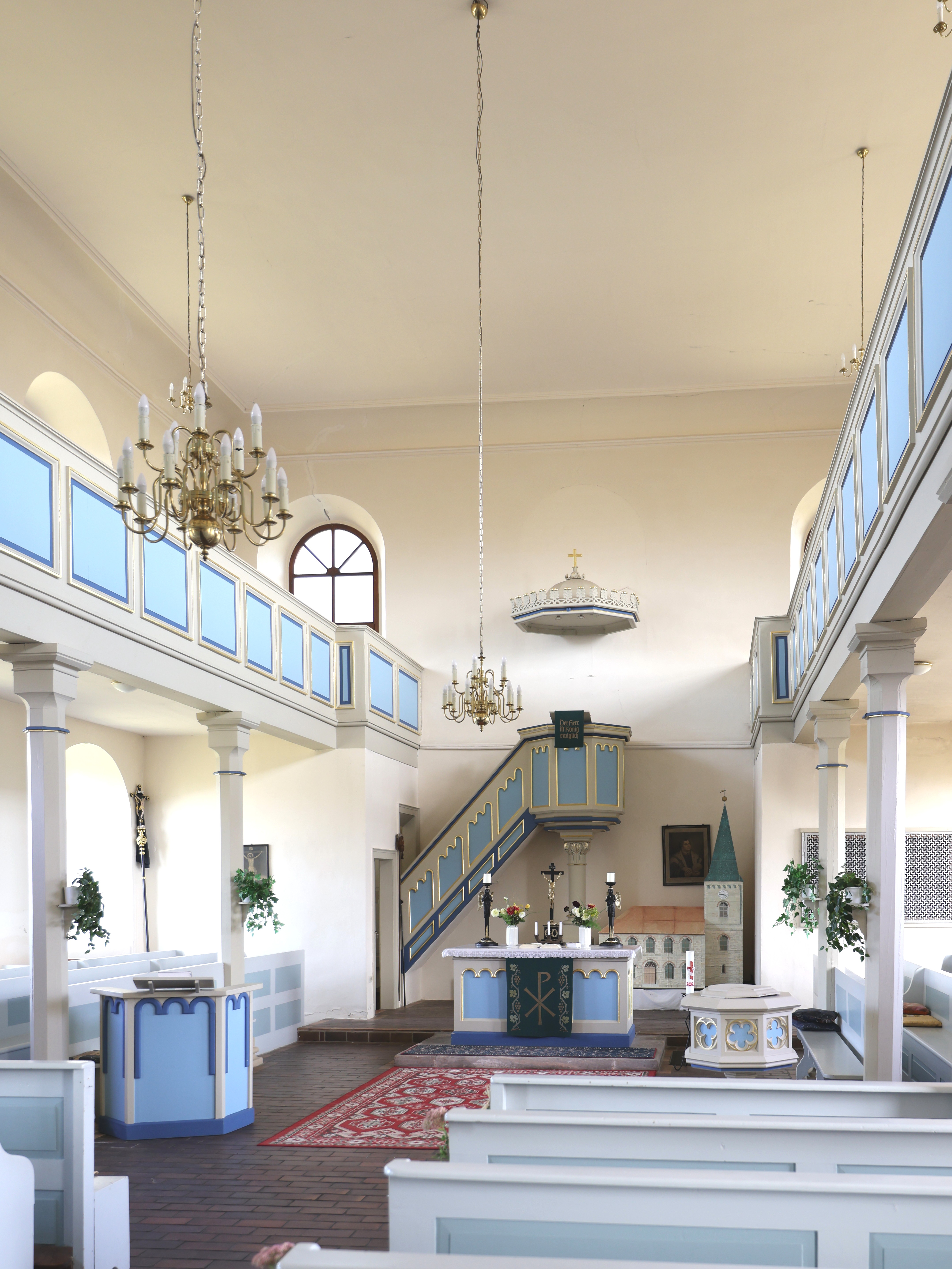
Altarraum

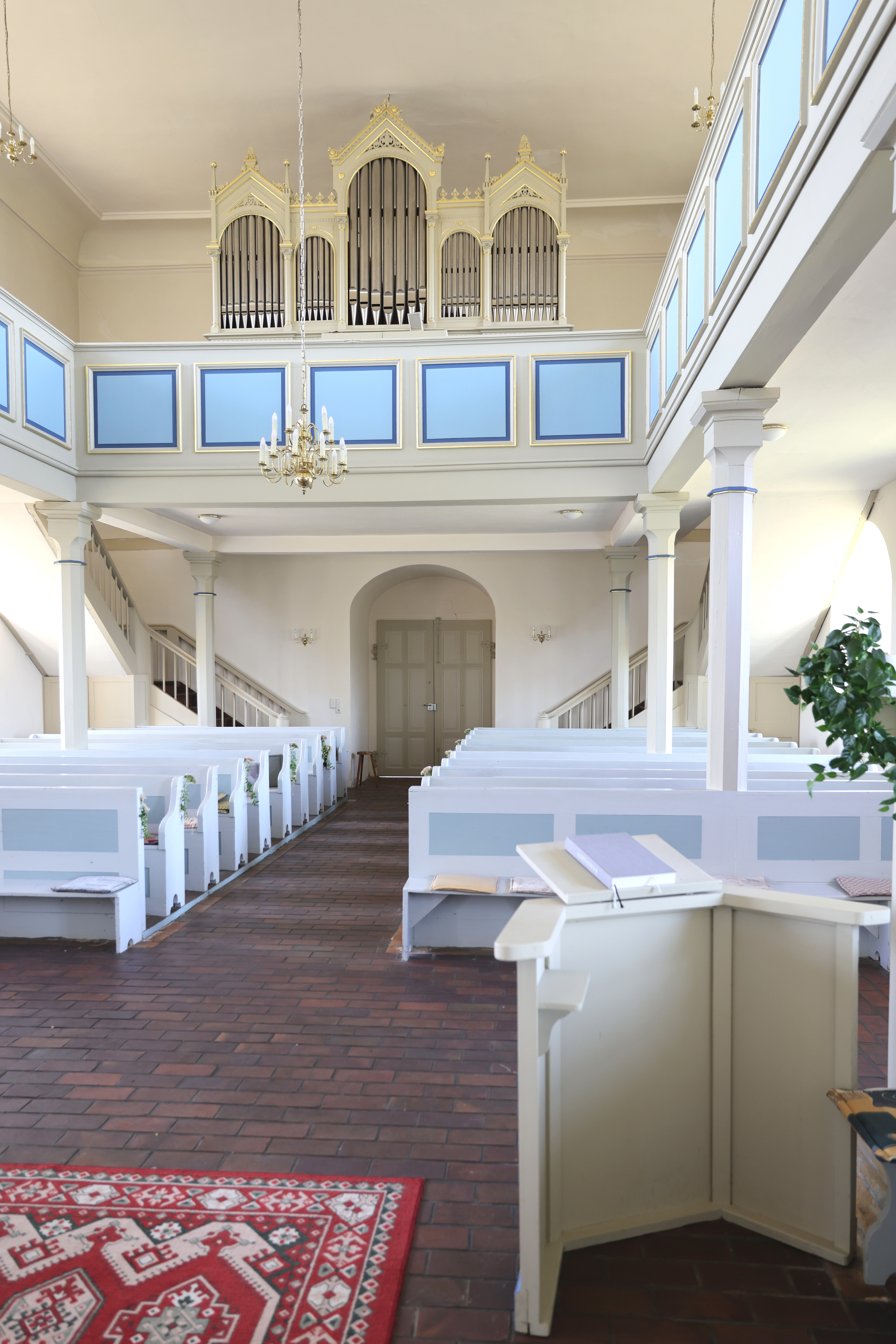
Orgel

Die denkmalgeschützte  evangelisch-lutherische Dorfkirche St. Matthäus steht im Ortsteil Lindenau der Stadt Heldburg im Landkreis Hildburghausen in Thüringen.

## Geschichte
Das Dorf gehörte vor 1427 zur Pfarrei Heldburg. Ein Geistlicher für den Ort wurde im selben Jahr erstmals erwähnt, woraus gefolgert wird, dass es um diese Zeit auch eine Kirche gab. Ab dem 15. Jahrhundert spricht man von einer selbstständigen Pfarrei im Ort. Die alte, unter dem Patrozinium des Evangelisten Matthäus stehende Kirche, die neben der alten Schule stand, besaß eine Glocke aus dem Jahr 1490. Sie diente auch als Wehrkirche und war mit Gaden umgeben. Im Zuge der Reformation schlossen sich die Lindauer 1528/29 dem evangelischen Bekenntnis an. Die heutige Kirche wurde 1842 erbaut.

## Orgel
Die Orgel stammt wohl aus den 1890er Jahren. Der Erbauer ist nicht bekannt, es wird vermutet, dass es sich hierbei um einen Mitarbeiter der Heldburger Orgelbauerfamilie Heybach handelte. Andere Vermutungen lauten auf Ernst Seifert aus Sülzdorf bei Römhild oder Theodor Kühn aus Schmiedefeld bei Suhl als Orgelbauer. Sie verfügt über mechanische Kegelladen, deren Register pneumatisch gesteuert werden.
Das Instrument wurde 2004 von der Orgelbaufirma Stegmüller (Berlin) restauriert und im November desselben Jahres eingeweiht. Die Disposition lautet wie folgt:
| I Hauptwerk C–f3 |       |
| Gedacktpommer    | 16′   |
| Principal        | 8′    |
| Holzflöte        | 8′    |
| Octave           | 4′    |
| Rohrquinte       | 2 ⁄3′ |
| Waldflöte        | 2′    |
| Mixtur III–IV    | 1 ⁄3′ |

| II Hinterwerk C–f3 |      |
| Gedackt            | 8′   |
| Gemshorn           | 4′   |
| Scharf 3fach       | 2⁄3′ |
| Octave             | 2′   |

| Pedal C–d1 |     |
| Subbaß     | 16′ |
| Principal  | 8′  |
| Choralbaß  | 4′  |

- Koppeln: II/I, I/P
- Registerschweller